# Оксфорд (Мен)
Оксфорд (англ. Oxford) — місто (англ. town) в США, в окрузі Оксфорд штату Мен. Населення — 4229 осіб (2020).

## Демографія
Згідно з переписом 2010 року, у місті мешкало 4110 осіб у 1657 домогосподарствах у складі 1107 родин. Було 2170 помешкань
Расовий склад населення:
| - 97,2 % — білих - 0,4 % — корінних американців - 0,3 % — чорних або афроамериканців - 0,1 % — азіатів |

До двох чи більше рас належало 1,7 %. Частка іспаномовних становила 1,1 % від усіх жителів.
За віковим діапазоном населення розподілялося таким чином: 21,8 % — особи молодші 18 років, 64,4 % — особи у віці 18—64 років, 13,8 % — особи у віці 65 років та старші. Медіана віку мешканця становила 42,4 року. На 100 осіб жіночої статі у місті припадало 100,6 чоловіків;  на 100 жінок у віці від 18 років та старших — 96,5 чоловіків також старших 18 років.
Середній дохід на одне домашнє господарство  становив 53 788 доларів США (медіана — 42 266), а середній дохід на одну сім'ю — 62 613 долари (медіана — 56 875). Медіана доходів становила 38 750 доларів для чоловіків та 24 989 доларів для жінок. За межею бідності перебувало 19,7 % осіб, у тому числі 30,3 % дітей у віці до 18 років та 5,0 % осіб у віці 65 років та старших.
Цивільне працевлаштоване населення становило 2018 осіб. Основні галузі зайнятості: освіта, охорона здоров'я та соціальна допомога — 19,1 %, роздрібна торгівля — 17,4 %, виробництво — 13,3 %, оптова торгівля — 10,5 %.